# 与那原町
与那原町（よなばるちょう）は、沖縄県本島南部、島尻郡に属する町である。

## 地理
沖縄県の県庁所在地である那覇市から東へ約9 km、沖縄本島南部の東海岸に位置し、中城湾（日本語：ナカグスクワン、沖縄方言：チュウジョウワン）に面している。
面積は5.18 km2で、沖縄本島で最も、沖縄県で渡名喜村に次ぐ2番目に面積の小さい自治体である。
町の東南の雨乞森(133m)（日本語：アマゴイモリ、沖縄方言：アマゴイムイ）という丘陵地状の森、町の北西、西原町との境界にそびえる運玉森(158 m)（日本語：ウンタマモリ、沖縄方言：ウンタマムイ）という、小高い丘上の森にだかれ前方に中城湾を望む海岸線にのびた平坦地である。
運玉森に籠もった義賊、運玉義留の話は沖縄で広く知られ、同名の映画作品「ウンタマギルー」は日本映画監督協会新人賞やベルリン国際映画祭カリガリ賞などを受賞した。

### 立地
第二次世界大戦までは、中城湾に面する天然の良港を有し、山原船の出入りもしていた。沖縄本島東海岸の沿岸交通の要衝、また南部（島尻）と中部（中頭）の両地方を結ぶ東海岸沿いの陸上交通の要衝であったが、第二次世界大戦後は港町としての性格が失われた。
現在でも南部と中部を結ぶ東海岸沿いの陸上の交通要衝でもある。

### 地形・地質
埋立地以外の同町地形・地質ともに2つに区分される。大半は第三紀島尻群の泥岩・砂岩からなる低起伏の丘陵と、中城湾に沿う狭い海岸低地からなるが、南城市大里との境界、大里城跡公園付近には島尻層群を覆う琉球石灰岩大地がある。この地質のため大半がジャーガル土壌である。
その土壌はサトウキビ作にも適している。また、この泥土を利用し、同町特産の琉球焼物、赤瓦の製造が営まれている。

### 海岸部
埋め立てるまで、海岸部は中城湾の波静かなところで、さんご礁に乏しく、第二次世界大戦前までは美しい海浜の続く海水浴に適地であったが、遠浅の為、戦後からは各所で埋め立てが進行された。近年では、その遠浅を隣の西原町と埋め立て中城湾港マリンタウンプロジェクトが実行されており、新たな土地開発が進んでいる。

### 気象
同町に限らず沖縄本島共通し亜熱帯性気候で年間を通して温暖で四季の変化に乏しい。年平均気温は22.3度、年間降水量1688 mmで、春から夏にかけて特に雨量が多いが、年によっては旱魃が起こることもある。又、夏から秋にかけては台風が襲来する。最近では、同町と西原町の沖合いに竜巻が発生報告がある。

### 隣接する自治体
- 南城市（2005年までは佐敷町・大里村）
- 西原町（1979年9月までは西原村）
- 南風原町（1980年3月までは南風原村）

### 人口
| |                                          |  |
| 与那原町と全国の年齢別人口分布（2005年） | 与那原町の年齢・男女別人口分布（2005年） |  |
| ■紫色 ― 与那原町 ■緑色 ― 日本全国 | ■青色 ― 男性 ■赤色 ― 女性                |  |
| 与那原町（に相当する地域）の人口の推移 \| 1970年（昭和45年） \| 9,639人 \| \| \| 1975年（昭和50年） \| 12,017人 \| \| \| 1980年（昭和55年） \| 12,752人 \| \| \| 1985年（昭和60年） \| 13,311人 \| \| \| 1990年（平成2年） \| 14,009人 \| \| \| 1995年（平成7年） \| 14,850人 \| \| \| 2000年（平成12年） \| 15,109人 \| \| \| 2005年（平成17年） \| 15,343人 \| \| \| 2010年（平成22年） \| 16,318人 \| \| \| 2015年（平成27年） \| 18,410人 \| \| \| 2020年（令和2年） \| 19,695人 \| \| |                                          |  |
| 総務省統計局 国勢調査より |                                          |  |
| 1970年（昭和45年） | 9,639人                                  |  |
| 1975年（昭和50年） | 12,017人                                 |  |
| 1980年（昭和55年） | 12,752人                                 |  |
| 1985年（昭和60年） | 13,311人                                 |  |
| 1990年（平成2年） | 14,009人                                 |  |
| 1995年（平成7年） | 14,850人                                 |  |
| 2000年（平成12年） | 15,109人                                 |  |
| 2005年（平成17年） | 15,343人                                 |  |
| 2010年（平成22年） | 16,318人                                 |  |
| 2015年（平成27年） | 18,410人                                 |  |
| 2020年（令和2年） | 19,695人                                 |  |

## 沿革

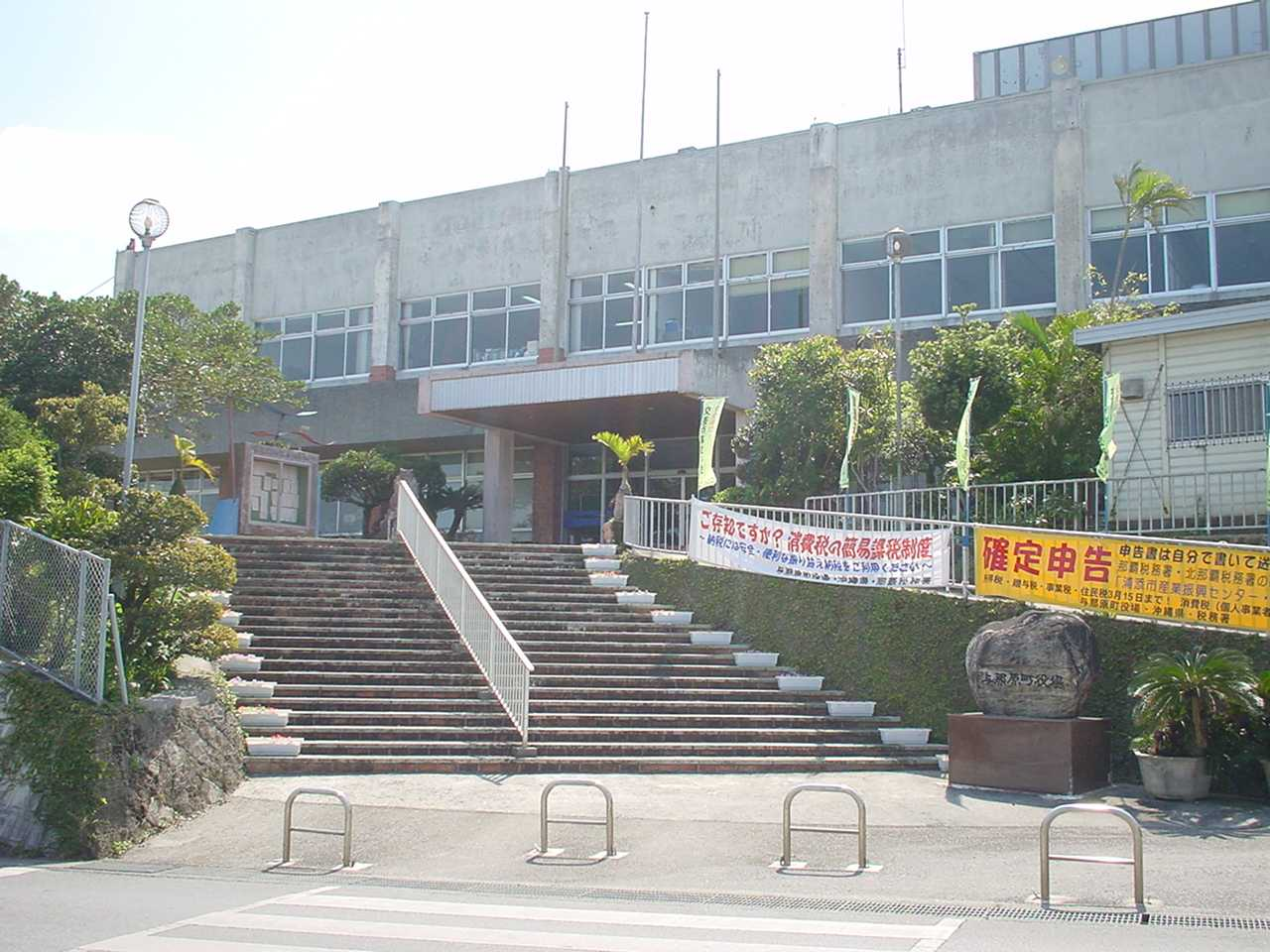
旧与那原町役場

- もともと大里間切、1908（明治41）年の島嶼町村制施行後は大里村に属していた。
- 1949年（昭和24年）4月1日　大里村（現南城市）から与那原・上与那原・板良敷の北部3集落が分立、与那原町が発足した。戦前には鉄道が走っており、与那原は昔から賑わいのある街である。→沖縄県の鉄道も参照
- 1975年12月 町役場庁舎が上の森に移転[1]。
- 1985年8月 小規模静穏海域整備事業として中城湾南部地域の与那原町を中心とした海域が候補地となる。
- 1985年10月 小規模静穏海域整備事業の名称を変更し、マリン・タウン・プロジェクトとする。西原町、与那原町、佐敷町（現 南城市）の開発可能性構想を作成。
- 1986年1月 1986年より国、県、3町（西原町、与那原町、佐敷町（現 南城市））共同でマリン・タウン・プロジェクト構想調査を進めることを確認、プレス発表する。
- 1986年4月 マリン・タウン・プロジェクト構想の対象地域を知念村（現 南城市）まで拡大。
- 1986年11月 マリン・タウン・プロジェクト構想調査をはじめる。
- 1988年12月 港湾計画調査をはじめる。
- 1990年6月 沖縄県地方港湾審議会において計画が承認される。
- 1990年8月 港湾審議会132 回計画部会において計画が認証される。
- 1991年4月 県土木建築部港湾課内に中城湾港マリン・タウン・プロジェクトチーム発足。
- 1994年3月 港湾計画の軽易な変更（出島方式に変更）。
- 1996年1月 西原与那原地区の公有水面埋立ての認可及び免許交付。
- 1996年4月 西原与那原地区埋立工事着工。
- 2002年12月 同町東浜住宅用地、商業用地の分譲開始。
- 2003年12月　佐敷町・知念村・玉城村（ともに現南城市）と合併協議会設置。
- 2004年12月　いったん「東方市（あがりかたし）」として4町村による合併の方針が固まるが、新庁舎の位置を巡り、過去の合併破たんの経験を生かし、合併後に新市で決めるとの先の合意通りにすべきだと主張する与那原町と、先に合意はしたものの、重要事項なのでやはり合併前に決めるべきだと主張する佐敷町と玉城村の間で折り合いがつかず、合併協議会は解散した。与那原町を除く3町村は同じく他地域での合併協議会を離脱した大里村との4町村で合併し2006年1月1日に南城市を発足させた。
- 2008年3月17日 町内の遊休農地を企業に貸し付ける「特定法人貸付事業板良敷地区協定」を流通業のアグロオーガジャパンと結ぶ。一般企業と市町村の遊休農地貸付協定の締結は沖縄県内で初めて。
- 2008年3月24日 町立与那原中学校一部校舎改築工事開始。
- 2008年4月10日 夜間中学校「珊瑚舎スコーレ」で学ぶ同町在住の女性について、中学校の卒業認定に必要な学齢簿への氏名記載と、与那原中学校の3年に学籍を置くことを承認。
- 2008年9月11日 上下水道局庁舎落成。9月16日より移転、業務開始。
- 2008年12月4日 マリンタウン地区（西原与那原マリンプロジェクト）の同町東浜に「イーストベイステーション マリンプラザあがり浜」がグランドオープン。11月28日には地域対象にプレオープン。
- 2009年2月 沖縄、ふるさと百選にて与那原大綱曳が交流部門で認定。
- 2009年4月頃 町史編集室を町役場から町立コミュニティーセンター2階へ移設。
- 2009年8月3日 町商工会商業部会が企画立案した地域商品券「綱がる商品券」発売開始。
- 2009年8月18日 町立与那原中学校新校舎竣工。
- 2009年9月7日 町立阿知利保育所が町営阿知利団地内に移転、開所。
- 2009年11月14日 町制60周年記念シンポジュウム「公共交通でまちづくりを考える」を富士市長の森雅志（当時）を呼び開催。
- 2010年2月21日 与那古浜公園（旧 マリンタウンC公園）にて町制60周年記念事業として植樹祭を行う。
- 2010年7月1日 国の地域活性化・経済危機対策臨時交付金を活用しての事業で同町から委託を受けたウェブサイトデザイナーやライターが運営する。同町のディープな情報発信サイト「与那原通」が開設。
- 2010年8月6日 マリンタウン内の与那原マリーナで高校総体2010「美ら島沖縄総体」ヨット競技部門が開催。8月10日まで。
- 2010年10月25日頃 24日に南西石油で起きた石油タンカー事故により重油が漂着し、同町板良敷の海岸に重油被害が発生。
- 2011年1月28日 全国町村会にて優良町村に選ばれ表彰。
- 2011年4月1日 組織改編。
- 2012年4月1日 キャッチフレーズ変更。
- 2014年沖縄県営鉄道与那原駅駅舎復元。
- 2018年4月 投票率が惜しくも56.94％と過去最低を記録[2]。
- 2019年10月 旧町役場庁舎解体工事完了[1]。
- 2023年5月6日 - 町役場新庁舎及び複合施設（上の森かなちホール）の運用開始[1]。

## 行政

### 三役
- 町長:照屋勉（2018年4月23日から）
- 副町長:城間秀盛（2018年6月8日から）
- 教育長:當山健

### 組織
- 議会事務局 - 議会、監査事務
- 総務課 - 条例、行政組織、人事・給与、広報・広聴、情報公開、統計、国際交流、情報政策、ふるさと寄付金、選挙管理委員会
- 企画政策課 - 総合企画、地方創生、一括交付金事業総括、MICE施設建設関連、交通政策、土地開発公社
- 財政課 - 財政、町有財産
- まちづくり課 - 一般土木全般（道路、橋梁、河川、公園）、都市計画、区画整理、農林水産、農業委員会
- 生活環境安全課 - ごみ・リサイクル、飼い犬の登録、環境衛生・公害、交通安全、防犯、防災、墓地・改葬
- 観光商工課 - 観光商工、商工業振興、労働・雇用、与那原大綱曳まつり、まちづくり推進協議会
- 公共施設課 - 公共施設（学校施設含む）の建設・維持管理、町営住宅
- 住民課 - 戸籍・住民基本台帳、印鑑証明・証明、援護、旅券
- 福祉課 - 社会福祉、介護保険、国民年金、障害者（児）福祉、高齢者福祉、生活保護、地域包括支援センター（介護相談、ケアマネジメント）
- 子育て支援課 - 児童福祉、幼稚園、保育所、子育て相談、子の貧困対策
- 健康保険課 - 国民健康保険、後期高齢者医療保険、乳幼児健診、予防接種、一般・特定健診、がん検診
- 税務課 - 町県民税、法人町民税、固定資産税、軽自動車税、徴収
- 会計課 - 現金の出納管理、決算
- 学校教育課 - 教育委員会総務、学校教育、学校給食、学校施設
- 生涯学習振興課 - 社会教育、公民館、町立図書館、町史編集、文化財、綱曳資料館、学校体育施設、町営体育施設の利用申請
- 上下水道課 - 上水道、下水道、水道料金、水道の開栓・閉栓、給水工事申請

### 広域行政
- 消防：東部消防組合消防署（消防署・総務課・予防課・警防課・通信室）

　与那原町と西原町、南風原町で構成する沖縄県東部消防組合が管轄し、消防本部は南風原町に設置されている。
- 衛生：東部清掃施設組合

　与那原にあるゴミ処理施設で、西原町、南城市の一部の旧佐敷町の3地区を運営する。

### 市町村合併
2003年12月に旧佐敷町・旧玉城村・旧知念村と与那原町の4町村で法定協議会を設けて協議し、新市名も「東方市」（あがりかたし）に決定していたが、新市庁舎の位置で、合併前に与那原町に決めるべきだと主張する与那原町、合併後に決めるべきだと主張する3町村との間で折り合いがつかずに2004年12月に協議が決裂した。

### 与那原町議会
議員定数14　現議員数14　欠員0

党派別構成
- 公明党：1人
- 日本共産党：1人
- 日本維新の会：1人
- 無所属：11人

### 字・行政区
- 字板良敷（いたらしき）
  - 板良敷
  - 当添（とうそえ）
- 字上与那原（うえよなばる）
- 字与那原
  - 江口（えぐち）
    - 県営与那原団地（けんえいよなばるだんち）

  - 大見武（おおみたけ）
  - 中島（なかしま）
  - 浜田（はまだ）
  - 新島（みーじま）
  - 港（みなと）
  - 森下（もりした）
  - 与原（ようばる）
- 字東浜（あがりはま） - 90年代、埋立により発足。

## 経済

### 産業
第三次産業の割合が高い。もっとも小売業が高い。

### 農林水産業
農業
サトウキビ、菊栽培、野菜栽培などが営まれているが、農地が狭い上に農業従事者の高齢化などもあり、更に生活環境の変化により遊休農地が増えているが、「特定法人貸付事業」で、企業に貸出し、遊休農地解消に努めている。琉球王朝時代までは稲作を主にしていたと、文化から見て想える。
水産業
板良敷の当添漁港を中心に沖合漁業やひじき漁が行われている。ひじきは町の海岸線約3 kmにわたって生息し、1年間に約50 tの収穫がある。しかし漁業は小規模な運営体が多く、漁業環境も厳しい。
最近ではとる漁業から育てる漁業への転換を図っている。また、ひじきは町の特産でもあり、ひじきを中心として、魚介類の新たな販売拡大に取り組んでいる。
隣の中頭郡西原町と漁業従事者からなる与那原・西原漁業協同組合（与那原町板良敷）を運営している。
以前は鰹の水揚げが県内3位ぐらいであった。

### 商工業
商業
同町は商業を中心に発展してきた歴史をもつ、現在も卸売・小売業の事務所の多数を占めているが、ほとんどが小規模店舗。そのため現在発展中のマリンタウンに新しい商業地の形成を図っている。
製造業
窯業や家具・装飾品、食料品製造業の事務所も多く、中でも窯業は同町を代表する工業となっている。
同町で作られた、赤瓦は首里城復元の際に使用されている。
また、同町の窯業は第二次世界大戦前までは県内の生産量が県内2位を誇っていた。

### 本町に本社を置く主な企業
- 伝統焼き鳥専門店　近江商人
- ジェフ沖縄
- 与那原家
- くみき
- 沖縄中央観光
- 与那原自動車整備センター
- 次郎工業
- アトル那覇薬品
- 沖縄協同ガス
- 津嘉山タクシー
- 国場商行
- 儀武組
- エコ住宅
- 護薬品(いちご薬局)
- 平田自動車商会
- 東部電気土木
- 協栄海事土木
- アードン開発
- 仁組
- 田端設備工業
- 永山土木興業
- 共立実業
- 宮城重機土木
- 呉屋建設
- HOT食品

### 特産
- ひじき
- 赤瓦・ヤチムン(焼き物)

## 機関・施設

### 官公庁・公的機関

#### 町の機関・施設
- 与那原町役場（上与那原16）
- 与那原町コミュニティーセンター（与那原町712）
  - 与那原町立図書館
- 与那原町上下水道局（東浜85-1）
- 与那原町立綱曳資料館（与那原556）
- 給食センター（与那原1789）
- 土地開発公社与那原支社 東浜現地案内所（東浜25）

#### 国・県の機関
- 内閣府:沖縄総合事務局
  - 南部国道事務所 与那原維持出張所（上与那原346-1）
- 沖縄県土木建築部中城湾港建設事務所マリンタウン現地案内所（東浜67）

#### 警察

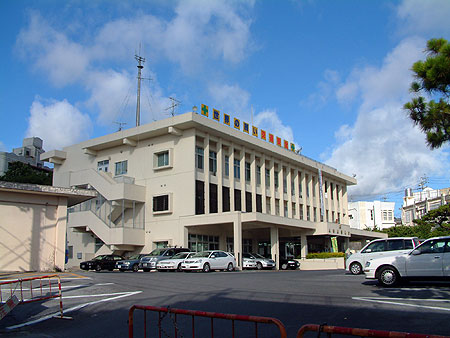
与那原警察署

- 沖縄県警察 与那原警察署（与那原3085）

与那原町の他、南城市と南風原町も管轄する。
- - 港交番（与那原3652）

#### 消防
- 東部消防組合消防署（南風原町字与那覇226）

与那原町と西原町、南風原町で組織する東部消防組合が運営し、本部は南風原町に設置されている。

### 電力
- 沖縄電力 与那原営業所（上与那原383）

### 郵便・電話・放送

#### 郵便局
- 与那原郵便局（与那原3823）

町内の集配業務は南風原中郵便局（南風原町字兼城684-9）が担当している。

#### 郵便番号
- 901-1301 字板良敷
- 901-1302 字上与那原
- 901-1303 字与那原
- 901-1304 字東浜
- 901-1300 上記に掲載がない場合

#### 電話
- NTT西日本 九州事業 沖縄支店
  - NTT収容局 与那原局

　（かつては与那原電報電話局があり、与那原町・南城市・西原町を管轄していた）

#### 電話番号
- 復帰前は市外局番が095（周辺の当時の西原・大里・佐敷・知念・玉城 5村も同じ局番だった）で、本土復帰に伴い09E-XXXX→0989 9E-XXXX（糸満市・南城市・一部を除く西原町・与那原町・八重瀬町、Eコードは2・3・5）。新型交換機完成に伴う変更（1973年〜1981年頃実施）で098995-FGHJの一部→098945-FGHJ（南城市旧大里村、与那原町・西原町）に。1990年12月9日に市外局番統一を実施し、09894-E→098-94E（南城市・与那原町・西原町の大半）に。そのため、沖縄本島中南部の市外局番が現在の098に変更され、これまでの市外局番の末尾だった「8」が市内局番の頭となり3桁化された。沖縄県内向けには与那原町も含めこれらの地域の電話番号を紹介するとき、市外局番の098を省略することが多い（テレビやラジオでも省略する）。逆にエリア外である名護市以北の本島北部や先島諸島では市外局番が0980であるため「0980-xx-yyyy」と電話番号表記するところを間違って「098-0xx-yyyy」と表記する場合も時々ある。

市内局番は3桁化後、9から始まっていたが、1990年代後半から8から始まる市内局番も出てきている。

#### 放送
- コミュニティ放送
  - FMよなばる（運営会社名はFMしまじり）

### ガス
同町には都市ガスが整備されていないのでプロパン形式を取っている。

## 経済（金融機関・商業施設）
- 与那原町商工会（与那原3090-8）

### 金融機関
- 与那原町商工会

日本郵政（郵便局）
- 与那原郵便局（与那原3823）

琉球銀行（本店・那覇市）
- 与那原支店（与那原3080）

沖縄銀行（本店・那覇市）
- 与那原支店（与那原3111-1）

沖縄海邦銀行（本店・那覇市）
- 与那原支店（上与那原290）
  - 与那原ローンプラザ
- ひがし出張所（与那原364-1）

沖縄県労働金庫（本店・那覇市）
- 与那原支店（上与那原385-4）

沖縄県農業協同組合（本店・那覇市）
- 与那原支店（与那原3148）

### 商業施設
スーパーマーケット
- サンエー
  - V21 与那原店（与那原1175-1）
  - 板良敷店（板良敷672-6）
- かねひで
  - タウンプラザかねひで 与那原店（与那原1104）
  - マリンプラザかねひで あがり浜店（東浜68-1-2）
  - ホームセンターかねひで あがり浜店（東浜68-1-2）
- 丸大
  - 与那原東店（与那原3867-2）
- クイーンストア
  - 与那原店（与那原379）

コンビニエンスストア
- ローソン
  - 与那原板良敷店（板良敷1385-1）
  - シーサイド与那原店（与那原937）
  - 与那原東浜店（東浜23-3）
  - 南風原北インター前店（上与那原472-1）
- ファミリーマート
  - 与那原店（与那原3695）
  - 与那原嶺井入口店（上与那原507-3）

## 健康（医療機関・福祉施設）
- 社会福祉法人与那原町社会福祉協議会（上与那原16-2）

### 保健
- 沖縄県南部福祉保健所（南風原町字宮平212）管轄

### 医療
- 医療法人和の会 与那原中央病院（与那原2905）
- 中村医院（与那原3066-1）

### 福祉
老人福祉施設
- 与那原町社会福祉センター（上与那原16-2）
- 社会福祉法人 南島会 与那原日の出園（与那原3782-1）
- 医療法人 正清会 老人保健施設うりずん（板良敷1281-1）
- 医療法人和の会 与那原在宅ケアセンター（与那原1792-1）
- ほがらか苑与原（与那原1122）

児童福祉施設
- あかぎ児童館（与那原912）
- 子育て支援センターひだまり（与那原1775）
- 社会福祉法人 基督教児童福祉会 愛隣園（与那原2943）

障がい者施設
- 与那原町交流センター ひざし（与那原3090-2）
- 社会福祉法人 基督教児童福祉会 愛の園（与那原2943）
- NPO法人 あすなろ福祉会 あすなろ共同作業所（与那原949-7）

### 保育所・保育園・学童クラブ・乳児園
公立
- 阿知利保育所（与那原3209）
- 浜田保育所（与那原1775）

私立
- 友愛保育園（与那原71-1）
- すみれ保育園（板良敷1425）
- コスモス保育園（与那原2943-2）
- 与原保育園（与那原950-3）
- のびる保育園（上与那原311-3）
- 東の森保育園（与那原3785）
- ふたば保育園（与那原2679）
- 保育園ちびっ子ハウス（板良敷708-1）
- 竹の子乳児園（与那原2910-1）
- ビユウラ学童クラブ （与那原447）
- きらり学童クラブ（板良敷708-1）
- おおしろ学童クラブ（与那原635）
- 當間学童児童クラブ（与那原67-4）
- ほしぞら学童（与那原3861）

### 衛生
浄水処理
- 沖縄県 企業局
  - 石川浄水場（うるま市字石川2565）
  - 西原浄水場（西原町字小那覇1336）

ゴミ処理
- 東部清掃組合（板良敷 1612）

　与那原にあるゴミ処理施設で、西原町、南城市の一部の旧佐敷町の3地区を運営する。
し尿処理
- 与那原衛生（与那原3237-4）
- 沖縄県 土木建築部 水道管理事務所 西原浄化センター(愛称:みずクリン西原)（西原町字小那覇875-10）

## 教養（教育機関・文化施設）

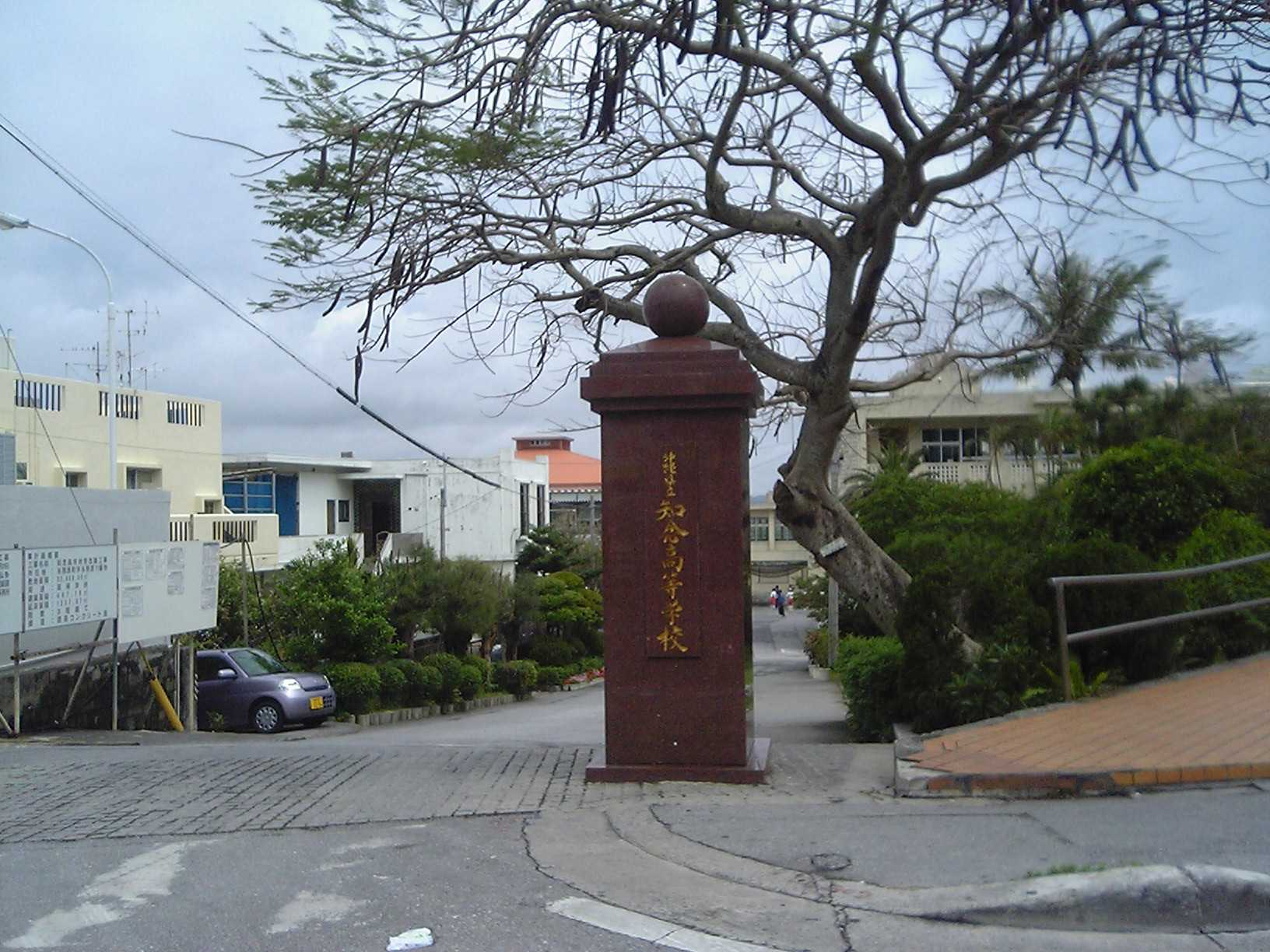
知念高等学校

### 幼稚園
公立
- 与那原町立与那原幼稚園（与那原720）
- 与那原町立与那原東幼稚園（板良敷21）

私立
- クララ幼稚園（与那原3092）

### 小学校
- 与那原町立与那原小学校（与那原735）
- 与那原町立与那原東小学校（板良敷50）

### 中学校
- 与那原町立与那原中学校（与那原57）

### 高等学校
- 沖縄県立知念高等学校（与那原11）

### 大学・短期大学
- 沖縄女子短期大学

### 専修学校
- 財団法人 おもと会 沖縄看護専門学校（板良敷1380-1）
- 医療法人 おもと会 沖縄リハビリテーション福祉学院（板良敷1380-1）

### 社会教育
- 与那原町コミュニティーセンター（与那原町712）
  - 与那原町立図書館
- 与那原町立綱曳資料館（与那原556）
  - 板良敷公民館（板良敷353）
  - 上与那原区公民館（上与那原83-3）
  - 江口公民館（与那原3691-79）
  - 大見武集落センター（与那原2720-7）
  - 中島区事務所
  - 浜田区集会所（与那原2998-90）
  - 新島区親川事務所（与那原556）
  - 港地区コミュニティセンター（与那原120）
  - 森下区事務所
  - 与原区公民館（与那原912）

## 余暇（娯楽・運動施設）
- 東浜野球場（東浜25）
- 東浜テニス場（東浜25）
- 東浜多目的広場（東浜1）
- 与那古浜公園（旧 マリンタウンC公園）（東浜77）
- マリンタウンゴルフ（旧 与那原テック→東陽ゴルフクラブ）（与那原3309）
- 与那原ゴルフセンター（板良敷1030）
- フットサルパーク東浜（東浜96）
- ワン・カラオケハウス（与那原3575-1）
- サウンドパーク JAM II（与那原3178-4）
- Eスペース（上与那原427-1）

### 街区公園・近隣公園・広場公園・地区公園
街区公園
- 浜田児童公園
- 港街区公園
- 板良敷児童公園
- 板良敷ゆうゆう公園
- 当添公園
- 東浜きょうりゅう公園（東浜16-1、27）
- 東浜シーサー公園（東浜68-2）

近隣公園
- 上の森公園（与那原3179）
- 与原公園（与那原897）

広場公園
- 御殿山青少年広場

地区公園
- 与那古浜公園（旧 マリンタウンC公園）（東浜77）

## 交通

### 鉄道・軌道
町内には鉄道・軌道はない。最も町内から近い駅は沖縄都市モノレール線の首里駅である。
大正時代初期に沖縄県営鉄道与那原線と沖縄軌道が開業したが、いずれも太平洋戦争末期に休止され、戦後に復活することなく消滅している。
- 沖縄県営鉄道与那原線は那覇市と与那原町を結んでいた軽便鉄道で、太平洋戦争末期の1945年3月に運行を停止。沖縄戦で線路施設が破壊され、そのまま消滅した。1945年3月に廃止。通称は「軽便（けいべん・ケービン）」。与那原町内には「与那原駅」があった。
- 沖縄軌道は1914年11月10日に沖縄県営鉄道与那原線の与那原駅から現在の西原町字小那覇の区間で開業。最終的には現・沖縄市の泡瀬まで延長されたが、1944年に休止された。当初は現在の西原町にあった製糖工場にサトウキビを運搬するためのトロッコとして計画されたが、製糖期を除くと使い道がなかったため、旅客運送を主目的とした軌道会社が別途設立された。与那原町内には「与那原駅」と「与原駅」があった。

### 路線バス
那覇市や周辺市町村との交通手段として以下の9系統の路線バスが町内を運行している。国道329号・国道331号を通る系統、国道329号を通る系統、県道77号・国道331号を通る系統があり、町内を通る全系統が町中心部（与那原交差点近く）の与那原バス停に停車する。
※BT=バスターミナル
| 番号 | 路線名                         | 運行 会社 | 起点                                                       | 終点                          | 市町村                                                             | 与那原町内の主な経由地   |
| ---- | ------------------------------ | --------- | ---------------------------------------------------------- | ----------------------------- | ------------------------------------------------------------------ | ------------------------ |
| 30   | 泡瀬東線                       | 東陽バス  | 那覇BT                                                     | 泡瀬営業所                    | 那覇市 - 南風原町 - 与那原町 - 西原町 - 中城村 - 北中城村 - 沖縄市 | 与那原、与原             |
| 36   | 糸満〜新里線                   | 沖縄バス  | 糸満BT                                                     | 南城市役所                    | 糸満市 - 八重瀬町 - 南城市 - 与那原町 - 南城市                     | 嶺井入口、与那原、板良敷 |
| 37   | 那覇新開線                     | 東陽バス  | 那覇BT                                                     | 南城市役所 （一部馬天営業所） | 那覇市 - 南風原町 - 与那原町 - 南城市                              | 与那原、板良敷           |
| 38   | 志喜屋線                       | 東陽バス  | 那覇BT                                                     | 志喜屋                        | 那覇市 - 南風原町 - 与那原町 - 南城市                              | 与那原、板良敷           |
| 338  | 斎場御嶽線                     | 東陽バス  | 那覇BT                                                     | 斎場御嶽入口                  | 那覇市 - 南風原町 - 与那原町 - 南城市                              | 与那原、板良敷           |
| 39   | 南城線                         | 沖縄バス  | 那覇BT                                                     | 南城市役所                    | 那覇市 - 南風原町 - 与那原町 - 南城市                              | 与那原、板良敷           |
| 41   | つきしろの街線                 | 沖縄バス  | 那覇BT                                                     | 南城市役所                    | 那覇市 - 南風原町 - 与那原町 - 南城市                              | 与那原、板良敷           |
| 339  | 南城結の街線                   | 沖縄バス  | サンエー パルコシティ前 または 国立劇場おきなわ （結の街） | 南城市役所                    | 浦添市 - 那覇市 - 南風原町 - 与那原町 - 南城市                     | 与那原、板良敷           |
| 191  | 城間（一日橋）線               | 東陽バス  | 馬天営業所                                                 | 屋富祖                        | 南城市 - 与那原町 - 南風原町 - 那覇市（首里） - 浦添市             | 与那原、板良敷           |
| 391  | 城間（サンエーパルコシティ）線 | 東陽バス  | サンエーパルコシティ前                                     | 馬天営業所                    | 南城市 - 与那原町 - 南風原町 - 那覇市（首里） - 浦添市             | 与那原、板良敷           |

その他、東陽バスはマリンタウンに乗り入れる路線を運行していたが、2014年9月1日に全廃された。南城市が沖縄バスに委託し運行する「Nバス」のHルートが経路上町内を通過し、町内では知念高校前バス停、嶺井入口バス停に停車していたが2022年4月1日に廃止された。

### 道路

#### 国道
- 国道329号
  - 与那原バイパス
- 国道331号

#### 県道
- 沖縄県道77号糸満与那原線（主要地方道）
- 沖縄県道236号玉城那覇自転車道線（沖縄のみち自転車道・予定）
- 沖縄県道240号南風原与那原線

## 文化・観光

### 文化財
与那原町指定文化財
- 久葉堂（クファドゥー）
  - 久葉堂赤木
- 御殿山（ウドゥンヤマ）
- 与那原親川（ウェーガー）
- 東名大主（アガリナウフシュ）
- 久茂久岩（クモクジー）
- 三津武嶽（ミチンダキ）
- 前の井（メーヌカー）
- 宇地原子墓（ウチバルシイバカ）
- 宗之増（ソウヌマシ）
- 中島のシーサー
- 新島のシーサー
- 板良敷のシーサー

沖縄県指定有形文化財
- 三線 翁長開鐘
- 三線 真壁型 銘西平一丁

埋蔵文化財包蔵地
- 与那原遺跡

### 祭り
- 与那原まつり
  - うたの日フェスタin与那原
  - 与那原大綱曳
  - 上与那原の獅子舞
  - 板良敷の獅子舞
- 板良敷綱引き
- 上与那原綱引き
- 大見武綱引き
- うまちー綱
- 当添ハーリー

### 観光
名所
- 雨乞森
- マリンタウン
- 東御廻り（あがりうまーい）
  - 御殿山
  - 親川
- ヨナバルファイタースリー - ローカルヒーロー

## 出身有名人

### 芸能
- 伊良波尹吉 - うちなー芝居
- 宮城嗣長 - 郷土芸能
- 仲泊兼蒲 - 郷土芸能
- 宮城市周 - 郷土芸能
- 喜舎場泉 - お笑い（泉&やよいのメンバー）
- 儀武ゆう子 - 声優（フリーランス）

### 芸術
- 前川朝昭 - 民謡歌手
- 比嘉康志 - ホルン奏者
- バーガス・真弓 - 画家
- 金城久美子（旧姓・久保田久美子） - オーケストラ歌手
- 宮城小百合 - 歌手
- 當間嗣篤 - ドラマー
- Nu-doh - DJ（Smecary）
- DAN - 歌手（Twin-X）
- 安里琉太 - 俳人。本名：安里恒佑。

### スポーツ
- 大城蛍 - サッカー選手（ガイナーレ鳥取）
- 上原幸真 - 元野球選手（琉球ブルーオーシャンズ）

### 実業家
- 津嘉山朝保 - 津嘉山酒造所創業者

## 町名の由来
呼称
琉球語で「ユナバル」。
語意
与那原の「ヨナ」は海岸のサンゴ砂（沖縄方言でユニ・ヨナあるいはユナ）による。「ハル」は開拓地という意味。「おもろそうし」には「よなはる」や「よなはら」とみえる。
大里間切の時の与那原村による。

## 与那原そば
戦前の与那原は軽便鉄道と馬車軌道のターミナル駅で乗降客も多かったため、駅周辺には何軒もの飲食店が軒を連ね名物となっていた。現在各地にみられる地名を冠した沖縄そばの元祖が「与那原そば」である。しかし戦災によって破壊され、鉄道も撤去された戦後はそうした需要がなくなったため、往時の味や伝統を受け継ぐ店は皆無である。現在「与那原そば」は昭和40年代に町内で創業した製麺業者（三倉食品 現本社は西原町）の商品名として知られるほか、独自に名乗る個人店も散発的に誕生しているが、相互の関連性や共通する特徴などは存在しない。